# 白莪术
白莪朮為薑科薑黃屬多年生草本植物，原产南亚，东亚不产。中国栽培的莪术过去常误作本种。

## 形态
多年生草本，有粗壮匍匐根状茎，块根的根端膨大成纺锤状。长椭圆形叶片通常成对，下延成鞘。春季开花，花萼为白色，顶端三裂，花冠裂片为黄色，圆柱形穗状花序着生花葶顶端，花葶由根状茎发出，常先叶开花。

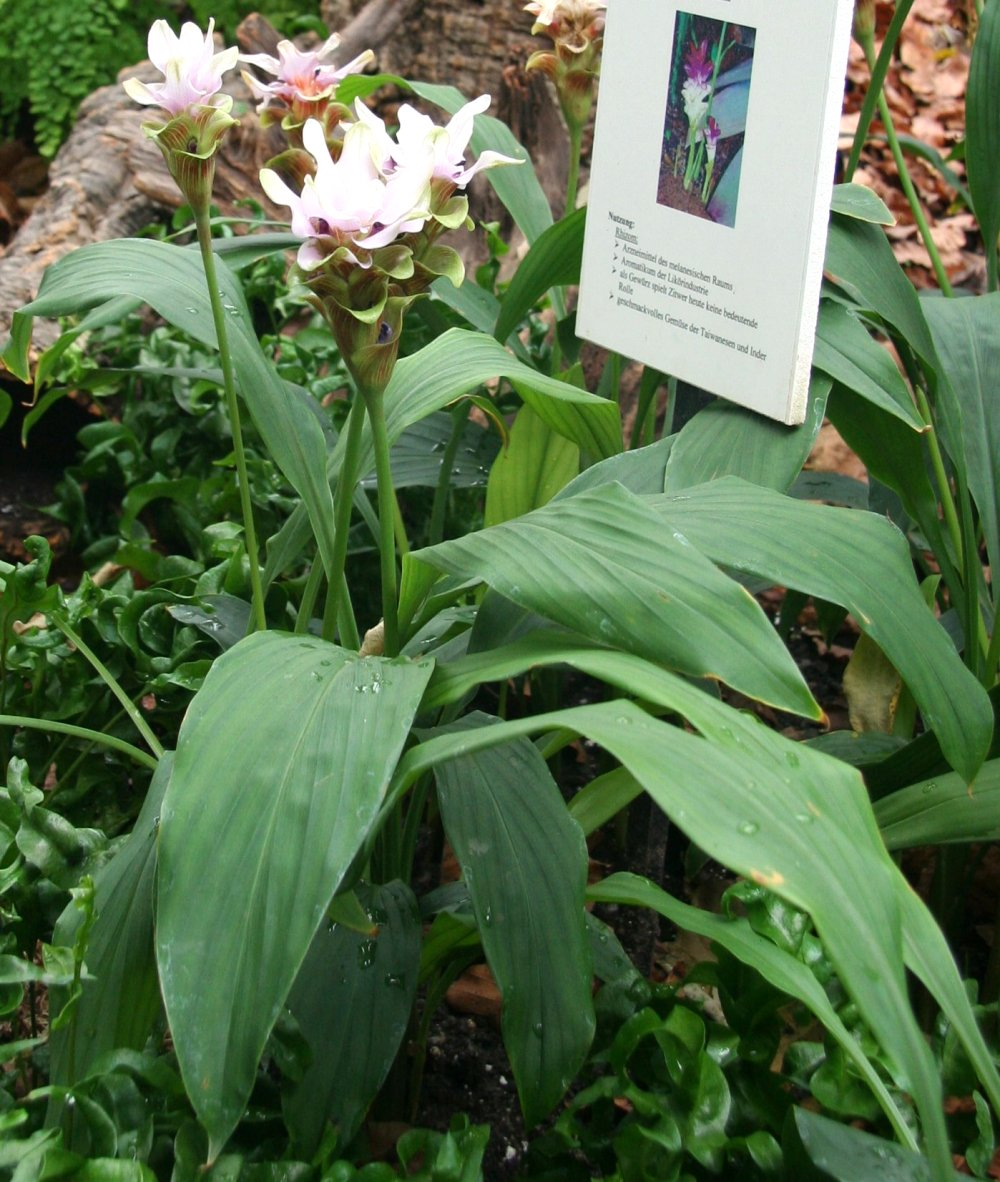
植株
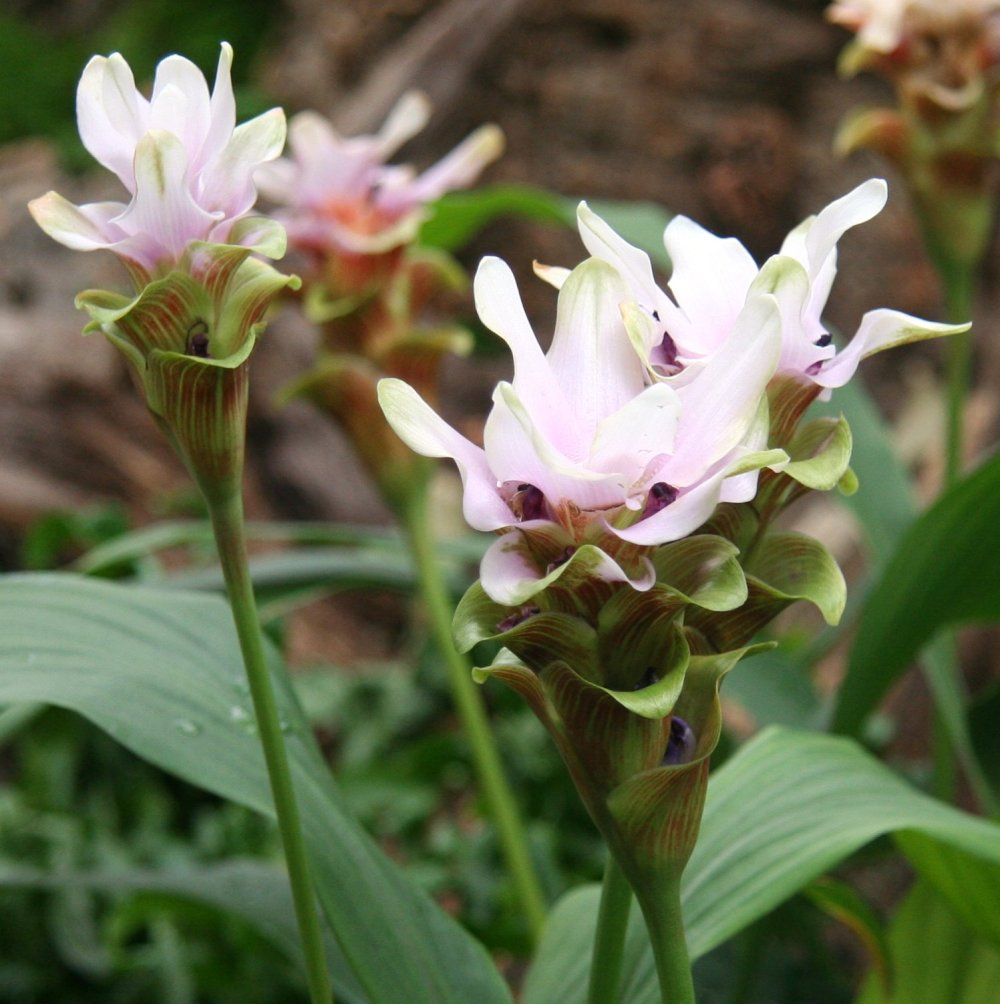
開花

## 历史
約六世紀時，由阿拉伯人引入歐洲。現今西方人已很少用此植物作為辛香料，多以薑替代。

## 外部連結
- 蓬莪朮 （页面存档备份，存于） 藥用植物圖像數據庫 (香港浸會大學中醫藥學院) （中文）（英文）
- 莪朮 中藥材圖像數據庫  (香港浸會大學中醫藥學院) （中文）（英文）